# 瓦達伊王國
瓦達伊王國（阿拉伯语：سلطنةوداي，1502年—1912年），又称瓦達伊蘇丹國，是位於乍得東部的王國。它出現在17世紀，作為達爾富爾蘇丹國的分支，位於巴吉爾米王國的東北部。其君主的称谓为“科拉克”。

## 歷史
1635年，阿卜杜勒卡里姆帶領馬巴人在伊斯蘭教的號召下，推翻了當地原本的統治者。阿卜杜勒·卡里姆成為瓦達伊的第一個“科拉克”。
1804年之後，瓦達伊王國開始擴大其權力，因為他從橫跨撒哈拉沙漠貿易路線的戰略地位中獲益匪淺。瓦達伊王國開始鑄造自己的硬幣並從北非進口鎖子甲，槍械和軍事顧問。
瓦達伊王國后期，法國勢力滲透撒哈拉，瓦達伊的新科拉克反對法國的統治，直到1909年6月6日被法國軍隊佔領首都，並在那里扶持了一個傀儡科拉克。抵抗一直持續到1912年最後一個反抗軍領導者被捕，結束了瓦達伊王國的統治。